# Семейство белков

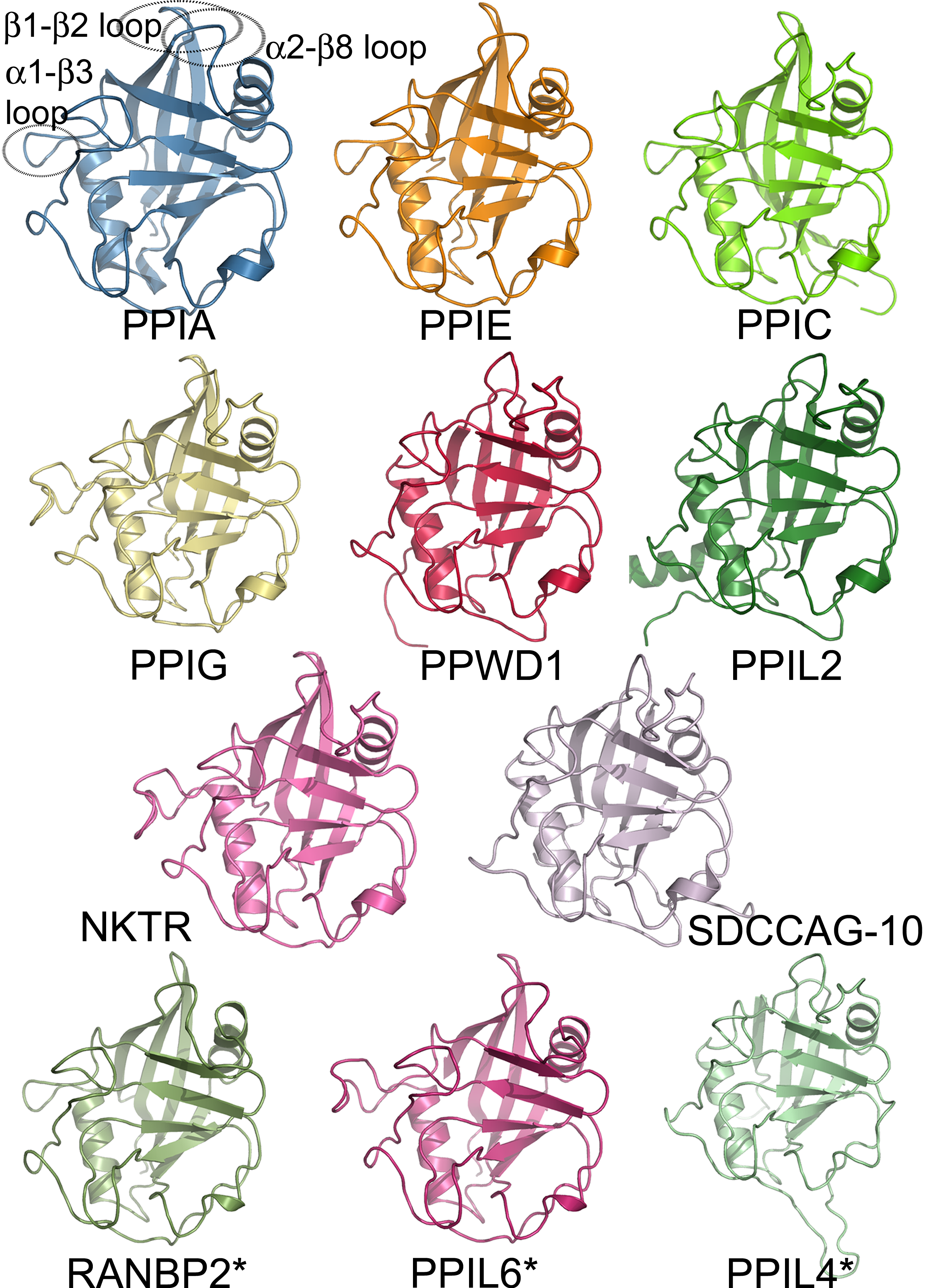
Семейство белков циклофилина человека. Сходство в структуре изомеразных белковых доменов некоторых его членов.

Семейство белков — это группа эволюционно связанных белков, обладающих гомологичной аминокислотной последовательностью. Этот термин почти синонимичен термину «семейство генов», поскольку, если белки имеют гомологичные аминокислотные последовательности, то и кодирующие их гены также должны проявлять значительную степень гомологии в нуклеотидных последовательностях ДНК. Этот термин не следует путать с термином «семейство» в таксономии видов живых организмов.

## Использование терминологии
Также как и для многих других биологических терминов, использование понятия семейство белков сильно зависит от контекста: оно может обозначать большую группу белков с едва заметной гомологией первичных последовательностей, или очень узкую группу белков с почти одинаковой первичной структурой, функцией, и трёхмерной организацией, или любой другой промежуточный случай. Чтобы различить две эти крайние ситуации, Дайхофф ввёл понятие белкового суперсемейства. С течением времени были придуманы такие понятия как класс, группа, клан и подсемейство, но всех их постигла судьба такого же двусмысленного употребления. В общепринятом употреблении подразумевается, что суперсемейство (структурная гомология) содержит семейства (гомология первичной последовательности), которые содержат подсемейства. Следовательно, суперсемейства такие как клан PA протеаз имеют более низкий уровень консервативных последовательностей, чем одно из семейств входящих в него, например семейство C04. Представляется маловероятным, что в ближайшее время появится точное определение с чёткими критериями, а следовательно читателю предстоит самому решить, как именно понимать эти термины в каждом конкретном контексте.

.

## Белковые домены и мотивы
Концепция белкового семейства зародилась во времена, когда было ещё очень мало белков с известной первичной и третичной структурой; в основном были исследованы небольшие, однодоменные белки такие как миоглобин, гемоглобин, и цитохром c. С тех пор обнаружилось, что многие белки содержат множество структурно и функционально независимых единиц или доменов. Из-за происходившей в ходе эволюции рекомбинации генов разные домены развивались независимо. По этой причине в последние годы всё больше внимания уделяют семействам белковых доменов. Целый ряд онлайн ресурсов посвящён определению и каталогизированию таких доменов (см. список в конце статьи).
Части каждого белка имеют разные структурные ограничения (то есть особенности строения необходимые для сохранения структуры и функции протеина). Например, для функционирования активного центра фермента необходимо, что бы определённые аминокислотные остатки были очень точно расположены относительно друг друга в трёхмерном пространстве. С другой стороны, белок-белковое взаимодействие может происходить по большой поверхности и иметь ограничения по гидрофобности или гидрофильности аминокислот. Функционально значимые части белков эволюционируют медленнее, чем неконсервативные регионы такие как поверхностные петли, и дают начало блокам консервативных последовательностей. Такие блоки принято называть мотивами. Как и в предыдущем случае, их определению и каталогизации посвящён целый ряд онлайн ресурсов.

## Эволюция семейств белков
В соответствии с существующими на данный момент представлениями, семейства белков могут образовываться двумя путями. В первом случае, происходит разделение родительского вида на два генетически изолированных вида-потомка, что позволяет гену/белку независимо накапливать вариации (мутации) в этих двух линиях. В результате, образуется семейство ортологичных белков, обычно имеющих общий консервативный мотив. Второй путь — это дупликация гена и появления паралога. Поскольку первая копия гена всё ещё способна выполнять свою функцию, то дубликат может свободно изменяться и приобретать новые функции (путём случайных мутаций). Некоторые семейства генов/белков, особенно у эукариот, входе эволюции подвергаются значительному копированию или редукции, иногда вместе с удвоением всего генома.

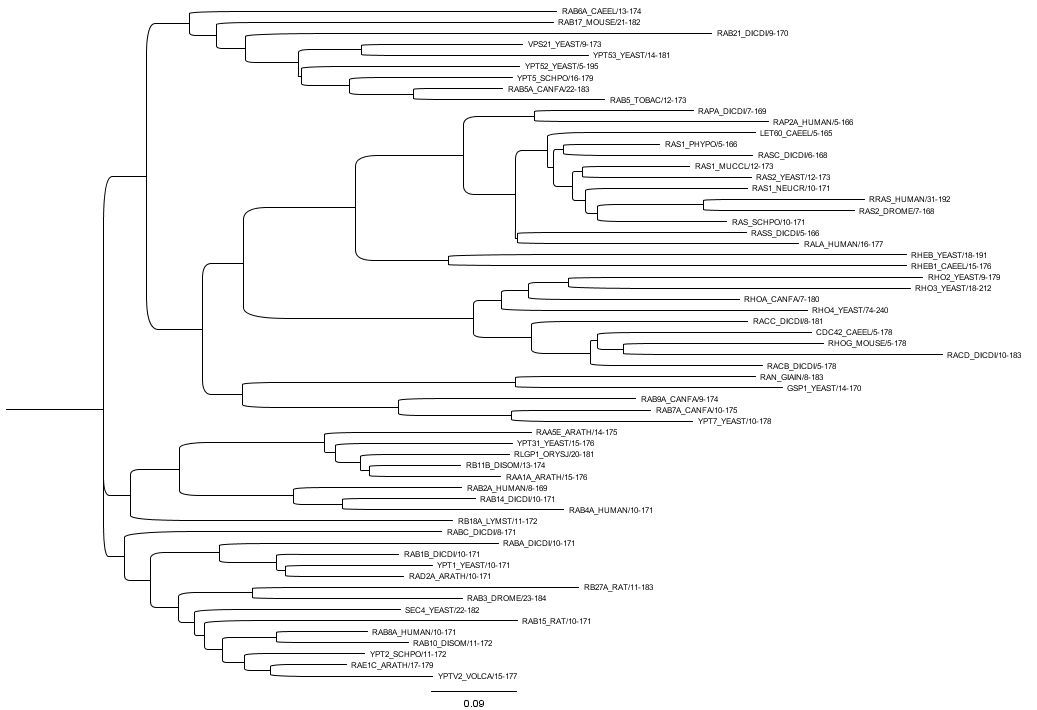
Филогенетическое дерево суперсемейства Ras-белков

## Важность семейств белков
Поскольку общее число белков с известной структурой растёт, а интерес к протеомному анализу увеличивается, то осуществляются попытки организовать белки в семейства и описать их домены и мотивы. Достоверное выделение белковых семейств жизненно необходимо для филогенетического анализа, определения функции белка, исследования множественности функции белка в данной филогенетической группе. Enzyme Function Initiative (EFI) использует семейства и суперсемейства белков как базис для создания стратегии широкомасштабного таксономического распределения энзимов с неизвестной функцией.
Алгоритмические средства для установления семейства белка, основаны на понятии подобия. Большую часть времени единственное сходство к которому у нас есть доступ, это гомология первичной структуры.

## Ресурсы, посвящённые семействам белков
Существует немало биологических баз данных, посвящённых семействам белков и позволяющих быстро установить, является ли вновь открытый и идентифицированный белок членом уже известного семейства белков. В частности:
- Pfam
- PROSITE
- InterPro
- PASS2[5]
- SUPERFAMILY
- SCOP и CATH-классификация белков по семействам, суперсемействам и доменам

Существуют также специализированные поисковые механизмы:
- BLAST— поиск по последовательностям ДНК
- BLASTp— поиск по последовательностям белков